# Chronotruck
 (décembre 2017).

Chronotruck est une plateforme de mise en relation en temps réel entre expéditeurs de marchandises et transporteurs professionnels créée en 2016. La société, qui estime qu'un camion sur quatre roule à vide en Europe, utilise le principe de géolocalisation des transporteurs pour remplir les espaces vides dans les camions. 
En mars 2017, Chronotruck lève 3,5 millions d'euros pour poursuivre sa croissance. « Nous travaillons sur la numérisation globale du métier, ce qui correspond à une véritable bascule des usages dans le monde des transports », explique Rodolphe Allard, président et cofondateur de Chronotruck.
La société Chronotruck a été rachetée par le groupe Gefco en 2019. Depuis, la start-up et le grand groupe travaillent ensemble afin de créer la première plateforme numérique de mise en relation en France et en Europe.